# Термогенные бактерии
Термогенные бактерии (от греч. θέρμη — «тепло» и γενῄς — «рождающий») — нетаксономическая группа бактерий, объединяемая свойством выделять значительное количество тепла в процессе своей жизнедеятельности. Такие бактерии способны нормально существовать при достаточно высоких температурах, поэтому относятся к термофилам (термофильным организмам).
Активно размножаются в субстратах, содержащих значительное количество органических веществ, — навозе, сене, торфе, сложенных в тюки хлопчатобумажных тканях, иногда вызывая их разогрев до 70—80 °C; при этом наиболее интенсивный рост термогенных бактерий наблюдается при температуре 50 °C и выше. Потенциально такой разогрев может привести к самовозгоранию субстрата. Вывод, что разогрев сена и хлопчатобумажных тканей связан именно с деятельностью микроорганизмов, был сделан уже в конце XIX века после того, как оказалось, что после стерилизации эти материалы теряли способность самовозгораться.

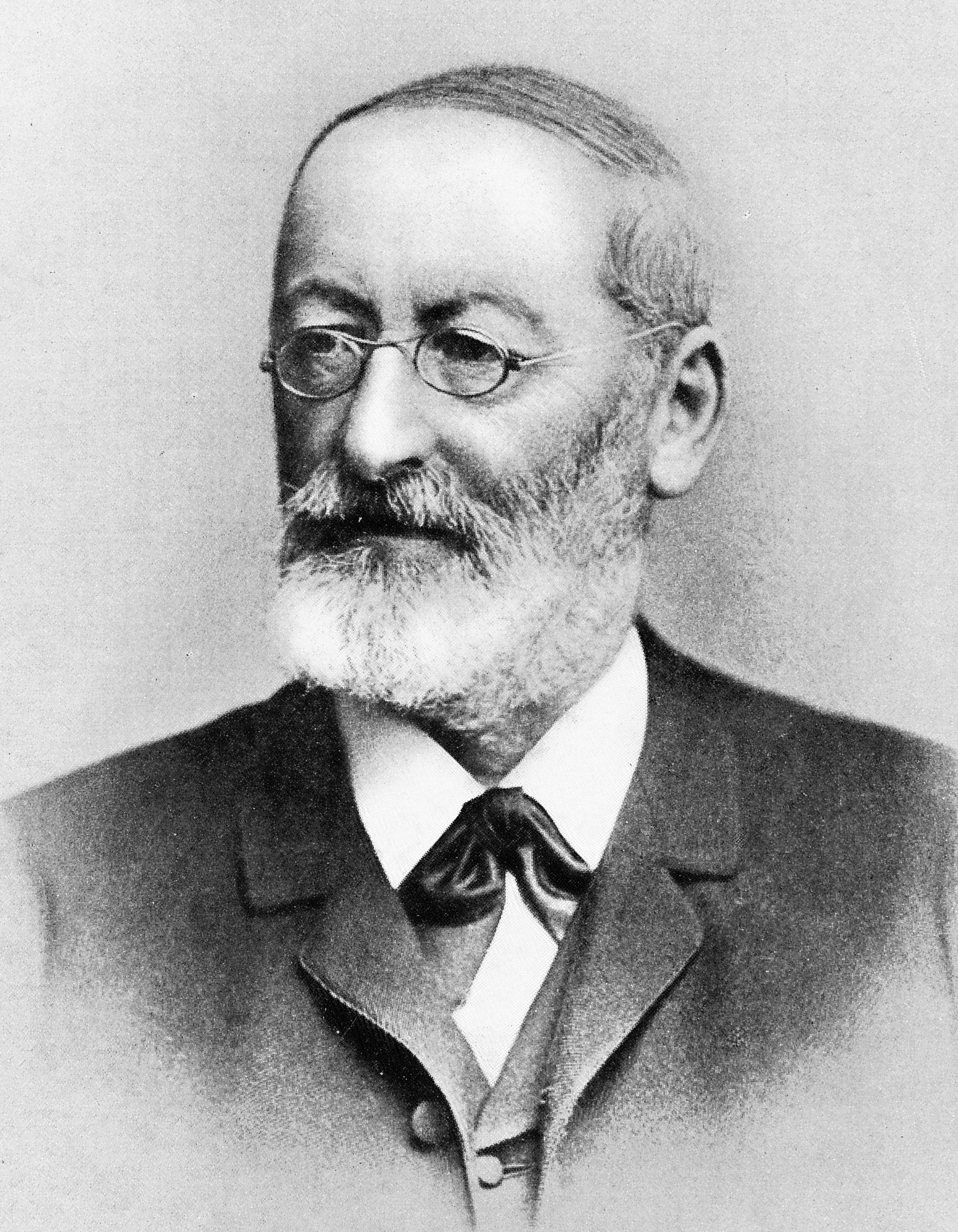
Ф. Кон, автор термина «термогенные бактерии»

На практике термогенные бактерия издавна использовались для одного из способа сушки сена: так называемое «бурое сено» получалось после того, как в стога складывали не высохшее, а ещё влажное сено; оно сильно нагревалось — и выделяемого тепла было достаточно, чтобы его полностью высушить. Для получения высококачественного бурого сена было важно, чтобы складываемая в стог трава была немного влажной, но не слишком сырой, чтобы она при складывании была очень плотно утоптана, а также чтобы внутри стога не было ничего рыхлого (например, соломы); снаружи стог прикрывали соломой. Через несколько дней после такой укладки сено внутри стога разогревалось до очень высокой температуры, а через 6—8 недель полностью высыхало, превращаясь в плотную массу, охотно поедаемую домашними животными.
Термин «термогенные бактерии» (в источнике — Thermogene Bakterien) был предложен в 1893 году немецким ботаником и бактериологом Фердинандом Юлиусом Коном в статье Ueber thermogene Bacterien (с нем. — «О термогенных бактериях»), опубликованной в «Отчётах Немецкого ботанического общества».